# Ri Yong-gwang
Ri Yong-gwang (* 5. August 1982) ist ein nordkoreanischer Fußballspieler.

## Karriere
Ri tritt international als Spieler der Sportgruppe Pjöngjang in Erscheinung. 
Der Mittelfeldakteur gehörte im August 2005 zum Aufgebot der nordkoreanischen Nationalelf bei der Finalrunde der Ostasienmeisterschaft, kam im Turnierverlauf aber nicht zum Einsatz. Wenige Tage später spielte er einige Minuten in der Qualifikation zur Weltmeisterschaft 2006 beim 3:2-Sieg im bedeutungslosen letzten Spiel gegen Bahrain.